# پرسفونه
پرسفونه یا پرسفون (به یونانی: Περσεφόνη) (به انگلیسی: Persephone /pərˈsɛfəni/; pər-SEF-ə-nee) در اسطوره‌های یونان دختر زئوس و دمتر، و ملکهٔ جهان زیرین و همسر خدای مردگان، هادس است. او را کورئه یا کوره (Kore /ˈkɔ:ri:/; KOR-ee) ـ به معنای دوشیزه یا دختر ـ نیز می‌نامند. هومر او را به صورت شاهزاده خانمی باشکوه و معظم و نیرومند و مهیب، و به شکل بانویی هراسناک و معزز و محترم و متبرک و شاهانه توصیف می‌کند که لعن و نفرین‌های زندگان را در مورد [ارواح مردگان] به اجرا در می‌آورده است. او از طریق ربوده شدنش توسط هادس، و سپس ازدواجش با او تبدیل به ملکهٔ عالم زیرین و جهان اموات شد.
رومی‌ها او را با نام پروسرپینا می‌شناختند. نام او به معنی «کسی که نور را نابود ساخت» است.
هنگامی که پرسفونه، دختر باکرهٔ دمتر، در میان مرغزارها در جلگهٔ انّا واقع در سیسیل همراه با دیگر دوستانش در حال بازی و تفریح بود، زمین گلی عجیب را سر راه او رویاند.
این گل عجیب که نرگس گفته شده‌است، هدیهٔ گایا (مادر زمین) به هادس، حاکم مطلق سرزمین ارواح، برای معشوقه‌اش پرسفونه بود. زیبایی این گل به اندازه‌ای بود که بیننده را بی‌اختیار به ترس آمیخته با احترام دچار می‌ساخت و قدرت خدایان یا قدرتی مافوق طبیعت را به نمایش می‌گذاشت. عطر گل مزبور نیز مسحورکننده و اعجاب‌انگیز بود؛ چنان‌که تمام آسمان و زمین را معطر و در خود غرق کرد؛ حال آنکه حیله و وسوسه‌ای شیطانی از سوی هادس برای جلب نظر پرسفونه بود.
در سرودهٔ هومر آمده‌است:
از ریشهٔ این گیاه صدها شکوفه رشد کردند و بو پراکندند
بسیار مطبوع و دلپذیر که تمامی پهنای بهشت در بالا
و تمامی زمین شادی کردند.
دختر جوان، بی‌خبر از حیله‌های خدایان، با دیدن این گل مسحور و شگفت‌زده شد و چون پاک و معصوم بود، دو دستش را برای چیدن آن دراز کرد. در همین هنگام هادس با ارابه‌ای زرین که اسبانی تیره آن را می‌کشیدند، از زمین بیرون آمد و در حالی که افسار اسبان را در دست چپ داشت، با دست راستش پرسفونه را از زمین برداشت و او را در ارابه نزد خود گذاشت و با سرعتی چون برق از آنجا دور شد.
پرسفونه فریاد برآورد و مادرش را صدا زد، اما هیچ‌یک از خدایان و نامیرایان صدای او را نشنیدند و تنها هکات و هلیوس ـ ایزد خورشید ـ صدای او را شنیدند و شاهد این ربوده شدن بودند.
تپه‌ها صدای گریهٔ دختر را در فضا انعکاس دادند، و مادر صدای او را شنید و در جستجوی دختر همچون پرنده‌ای بر بالای دریاها و زمین به حرکت درآمد، اما هیچ‌کدام ـ نه آدمیان، نه خدایان، و نه پیام‌رسانان، از جمله مرغان و پرندگان ـ حقیقت را به او بازگو نکردند.
هنگامی که آتنا و آرتمیس، دوستان پرسفونه، به آن مرغزار رسیدند، شکاف زمین به هم آمده بود؛ آن گل عجیب نیز ناپدید شده بود، و چیزی از پرسفونه به جز سبد پرگلش باقی نمانده بود.
آن زمان که پرسفونه سوار بر ارابهٔ هادس بود و زمین‌های آباد و دریاهای تندآب و حتی هلیوس را سوار بر ارابه‌اش در آسمان می‌دید، به این امید بود که کسی صدای فریادش را بشنود، اما هنگامی که یکی از فرشتگان دریایی به نام سیانه در مقابل هادس مقاومت کرد و خواست مانع ربودن پرسفونه شود، هادس ضربه‌ای بر زمین وارد کرد و دل زمین را شکافت و با پرسفونه به داخل ژرفای سیاه و هراس‌انگیز زمین وارد شد. محل ربوده شدن پرسفونه را در جاهای مختلفی ذکر کرده‌اند، از جمله سیسیل و در کنار کوه آتنا یا در آتیک در تراس، در ایونی و بعضی در جنگل مگار گفته‌اند. جستجوی دمتر به دنبال فرزند در اشعار هومر چنین آمده‌است:

هنگامی که الههٔ بزرگ [دمتر] صدای فریاد دخترش را شنید،

به‌سرعت رنج و غصه و اندوهی گران بر قلبش نشست؛ چندان که نقاب و پوشش خود را درید و گیسوانش را پریشان کرد

ردایش را از دوشش به زیر انداخت

و مانند پرنده‌ای وحشی بر فراز زمین و دریا، شتابان پر گشود.

تاریکی شب هم مانع جستجوی دمتر نشد. او طبق سنت کهن، دو مشعل از شعله‌های کوه اتنا روشن کرد و ۹ روز در جهان سرگردان به دنبال پرسفونه گشت، و تمامی برکات حیات‌بخش، تمامی خیش‌ها و ورزاها را از بین برد و به زمین فرمان داد تا از جوانه زدن و رشد بذرهایی که در خود داشت، امتناع کند. پس از آن، تمام حاصلخیزی زمین از دست رفت و به زمین‌های بایر و بی‌آب و علف تبدیل شد. پس از این جستجوی طولانی، سرانجام دمتر به یاری آرتور، از نرئیدها، یا توسط سیانه فهمید که هادس پرسفونه را ربوده‌است.
پرسفونه فرزند ربوده شدهٔ خدای خدایان، زئوس و الههٔ حاصلخیزی و باروری و تولیدمثل، دمتر بود. پرسفونه زنی جوان و زیبا بود که همه او را دوست داشتند، حتی هادس نیز او را برای خود می‌خواست. یک روز وقتی او در حال جمع کردن گل‌ها در دشتی به اسم انا بود، ناگهان زمین شکافته شد و هادس از آن بیرون آمد و پرسفونه را ربود. هیچ‌کس غیر از زئوس و ایزد جوان خورشید، هلیوس متوجه این ماجرا نشد.
هنگامی که زمین زیر پای پرسفونه دهان گشود و او را به هادس رهنمون شد، پرسفونه فریادی از وحشت برآورد که دمتر صدای او را شنید و مشعل به دست، به جستجوی دختر خویش برآمد: کاری که در مراسم آئینی کورئه کاربرد یافت. سرانجام هلیوس آشکار کرد که چه اتفاقی افتاده‌است. دمتر بسیار خشمگین شد و خود را در تنهایی اسیر کرد، و بدین سبب زمین، حاصلخیزی خود را از دست داد. زئوس با دانستن این که این موضوع بیشتر از این نمی‌تواند ادامه پیدا کند، هرمس را نزد هادس فرستاد تا پرسفونه را آزاد کند. هادس با بی میلی این درخواست را قبول کرد. اما قبل از اینکه او آنجا را ترک کند، به او یک انار داد و وقتی او آن را خورد، ناچار بود نیمی از سال را نزد هادس در جهان زیرین باشد و نیمی را نزد مادرش روی زمین. وقتی پرسفونه نزد هادس است، دمتر دست از کار می‌کشد و به گیاهان اجازهٔ رشد نمی‌دهد و به کُنجی می‌رود و بازگشت دخترش را انتظار می‌کشد و با بازگشت پرسفونه، دوباره به جهان می‌پردازد و از زمین گیاه می‌روید و جهان دوباره بارآور می‌شود. صدای پای پرسفونه که نزد مادرش بازمی‌گردد، برای زمین و گیاهان و حیوانات و جانوران آن به مانند پیک بهار است.
در جهان زیرین پرسفونه هم ملکه است و هم راهنمای ارواح مردگان. پرسفونه معمولاً به شکل ایزدبانویی جوان که خوشه‌ای دانه یا مشعلی شعله‌ور در دست دارد، به تصویر کشیده می‌شود. گاهی نیز او را در کنار مادرش دمتر، و استاد کشاورزی تریپتولموس نشان می‌دهند. در دوره‌هایی دیگر او را همراه همسرش، هادس بر تخت سلطنت تصویر می‌کردند.

## ظاهر پرسفونه
در متون یونان باستان پرسفونه دوشیزه ای جوان با موهای بلند طلایی و چشمان آبی به تصویر کشیده می شد . در آثار های امروزی پرسفونه با موهای فرفری قرمز رنگ نشان داده می شود .

## مراسم آیینی بزرگداشت پرسفونه (پرسفون) در الوزیس
اسطوره پرسفونه خاستگاه مراسم آیینی سالیانه رازانگیزی در الوزیس و بسیاری از دیگر شهرهای یونان واقع شد و مراسم رازآلوده مزبور، جشن الوزیس نام گرفت. این جشن هر پنج سال یک بار با شکوهی بیش از جشن‌های سالانه، به هنگام کشت و زرع برگزار می‌شد و از بزرگ‌ترین جشن‌ها و آیین‌های یونانیان باستان بود. مراسم آیینی مزبور با شست‌وشو و تعمید در دریا و شاید تدهین با روغن؛ سرودخوانی و مراسم آیینی رقص و حرکات نمادین مشعل‌هایی که شرکت‌کنندگان در دست داشتند و نمادی از رشد غلات و حبوبات بود، انجام می‌گرفت. در این جشن رازآمیز، دیمیتر و پرسفونه، دو خدابانوی مستقل بودند: کورئه نماد دانه غلات است، و به همین دلیل هم است که چهار ماه از سال را در زیر زمین و نزد هادس بازمی‌گردد و هشت ماه را بر روی زمین نزد مادر خود زندگی می‌کند. در این اسطوره تریپتولموس، رسول دیمیتر با گردونه‌ای بالدار که بال گردونه مارهایی بالدار است، به سراسر زمین سفر می‌کند و به مردم کشاورزی می‌آموزد. تریپتولموس به معنی شخم سه کاره رها شده و زمینی است که در آن دانه کشت می‌شود. در مراسم آیین الوزیس، دیمیتر را قهرمان اسطوره‌ای دیگری همراهی می‌کند که پسر زئوس، و در روایتی همسر دیمیتر است.

## آثار مرتبط

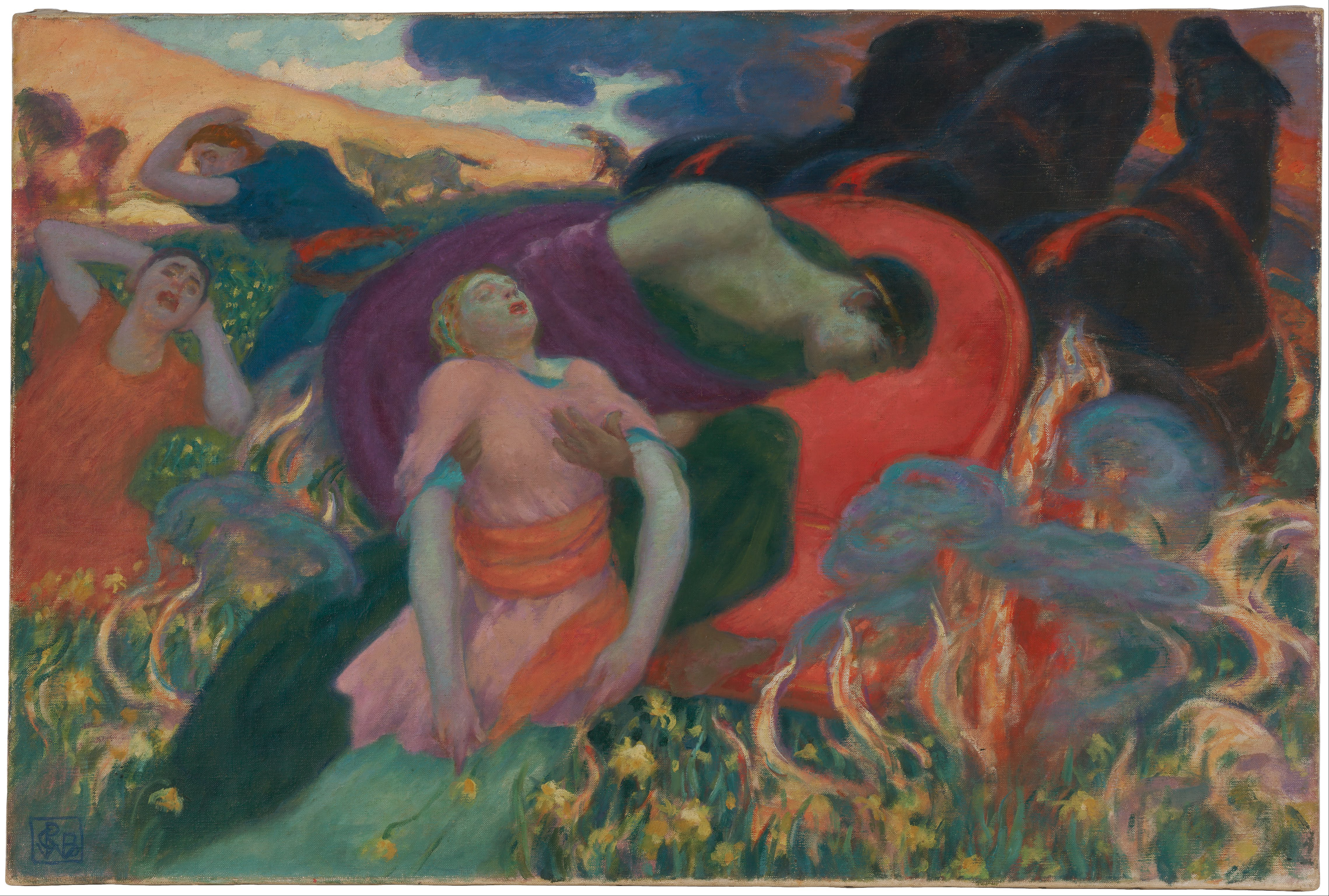
تجاوز به پرسفونه حوالی ۱۹۱۳ م. اثر روپرت بانی نگارخانه ملی استرالیا
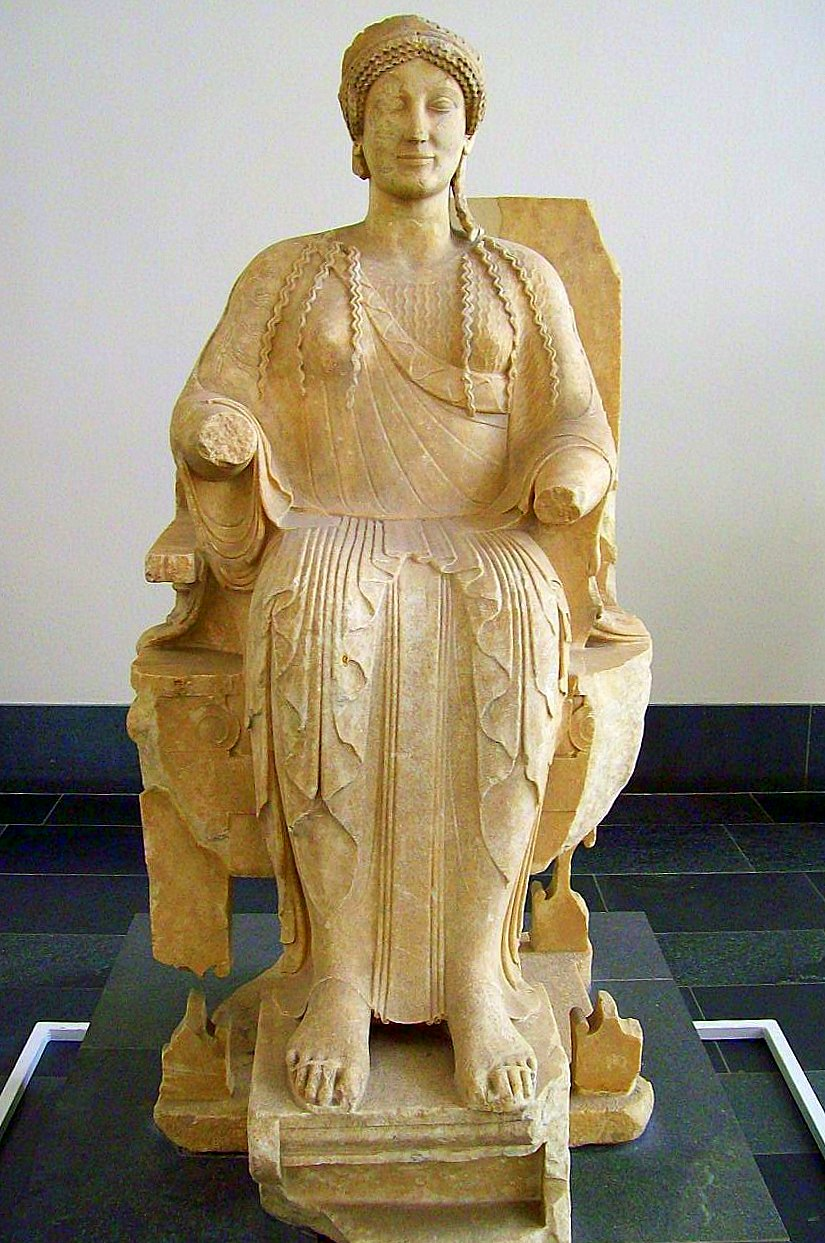
تندیس مرمرین از پرسفونه بر روی تخت سلطنت ۴۸۰ (پیش از میلاد) موزه پرگامون
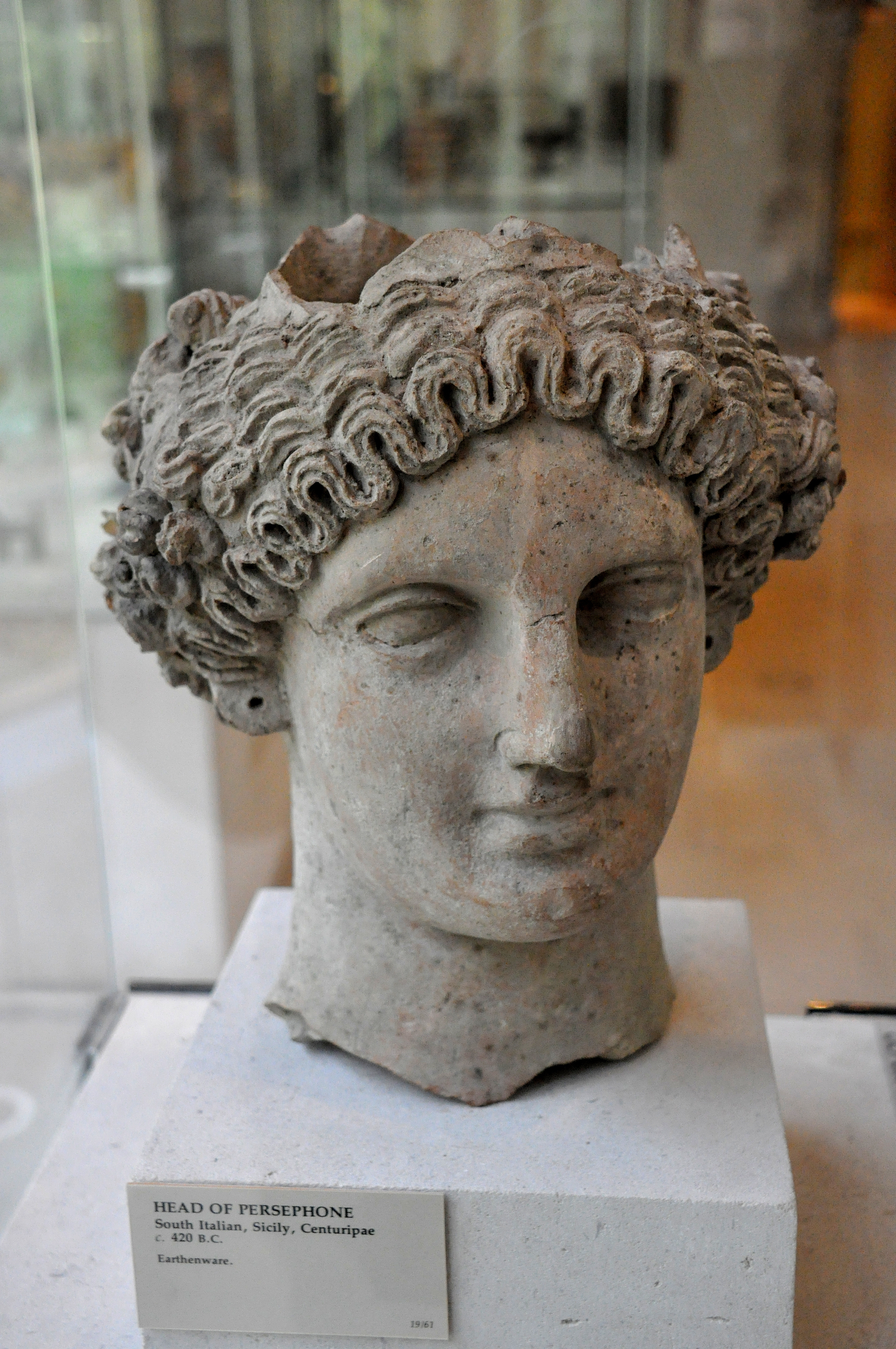
سر پرسفونه
۴۲۰ (پیش از میلاد)
مجموعه بارل (en)